# Mörttjärnen (Älvsby socken, Norrbotten, 728254-173736)
Mörttjärnen är en sjö i Älvsbyns kommun i Norrbotten och ingår i Piteälvens huvudavrinningsområde.